# Paraphiochaeta biseriata
Paraphiochaeta biseriata är en tvåvingeart som beskrevs av Malloch 1914. Paraphiochaeta biseriata ingår i släktet Paraphiochaeta och familjen puckelflugor.
Artens utbredningsområde är Costa Rica. Inga underarter finns listade i Catalogue of Life.